# La Petite-Marche
La Petite-Marche település Franciaországban, Allier megyében. Lakosainak száma 165 fő (2022. január 1.). La Petite-Marche Marcillat-en-Combraille, Mazirat, Saint-Marcel-en-Marcillat, Terjat, Chambonchard és Évaux-les-Bains községekkel határos.

## Népesség
A település népességének változása:
| Lakosok száma | 321  | 210  | 210  | 191  | 196  | 189  | 176  | 168  | 162  | 165  |
|               | 1968 | 1982 | 1990 | 2006 | 2013 | 2015 | 2017 | 2019 | 2020 | 2022 |